# 田村誉主在
田村 誉主在（たむら よしゅあ、1996年6月17日 - ）は、フリーアナウンサー、元秋田放送のアナウンサー、元プロボクサー。

## 来歴
京都府京都市西陣出身。京都府立洛北高等学校卒業後、立命館大学法学部へ進学する
。大学3年の10月より大阪市淀川区の生田教室に通い、アナウンス読みを学んだ。
立命館大学卒業後の2019年4月に秋田放送へ入社。
2024年9月30日付けで秋田放送を退社、フリーアナウンサーとなる。

## 人物

### ボクサー関係
- 立命館大学在籍中、ボクシング部の他にフュチュールボクシングジムにも所属していた[6]。また、ボクシングのトレーナーをしていた[7]。
- 大学4年の2018年9月にプロボクシングのC級ライセンスを取得し[1]、同年11月25日KBSホールにてライト級プロボクサーとして試合に出場、本橋大我選手と対決し、4R判定で勝利した。プロボクサーとしてはこの試合のみで、プロ戦績は1戦1勝である[6]。

### 就職活動関係
- 大学2年生の夏に就職セミナーに行き始め、最初は広告代理店に興味を持った。しかし、エントリーシートを書こうとした時に広告代理店からのお題を見たら、難解な問いばかりで、大学3年生の夏に広告業界についていけなくて挫折した。

- その後、関西の放送局のアナウンサーのインターンシップに募集したら、たまたま書類が通り、インターンシップに参加した。

- 実際に参加してみて「もしかしてアナウンサーになれるかも」という錯覚がきっかけでアナウンサーになりたいと思った。しかし、アナウンス練習を全くしたことがなかった。

- ボクシングのトレーニング後、京都から阪急電車に乗り大阪のアナウンス教室へ通い、アナウンス講習を受けた。

- 大学4年生に全国の放送局を回って面接を受けていたが、全て結果が出ず諦めかけていた時に、尼崎競艇場にて水風船の屋台アルバイトを行っていた。

- しかし、就職が決まらずアナウンサーになるのを諦めて、スリランカで和食料理人になろうとしていた時に、秋田放送から内々定の電話がかかってきた[7]。

### その他
- 洛北高校在学中はサッカー部に所属していた[8]。

## 出演

### 秋田放送アナウンサー時代

#### テレビ
- えび☆ステ

#### ラジオ
- なんてったって日曜はスポーツ！（不定期）
- さきがけニュース（不定期）

#### ドラマ
- ぼなぺてぃ。～召し上がれ！秋田のお菓子たち～（日曜日、2022年9月25日～2023年3月8日）- センパイ・タムラヨシュア 役[9]